# Carsington
Carsington – osada w Anglii, w hrabstwie Derbyshire, w dystrykcie Derbyshire Dales. Leży 21 km na północny zachód od miasta Derby i 202 km na północny zachód od Londynu. Miejscowość liczy 111 mieszkańców.